# Tiriyós
Els tiriyó o Wü Tarëno són un poble indígena que viu al Brasil al Parc Indígena de Tumucumaque, al nord de l'estat brasiler de Pará i a la regió entorn de Kwamalasamutu, al suroccidente de Surinam. El seu idioma pertany a la família lingüística Carib. El 30% són cristians mentre que el 70% mantenen la religió tradicional.

## Organització social
Resideixen en les pata, els llogarets, que tenen un líder pataentu, que tria el lloc per a residir i reuneix allí els imoitü  (parents bilaterals), que tenen un tamutupë o director en els rituals, els diàlegs cerimonials i les relacions amb uns altres imoitü. En cada casa del llogaret, el pakoro o cap de llar viu amb la seva esposa, els seus fills solters, les seves filles i els seus gendres. A més, construeixen una casa rodona per a les reunions anomenada esbalaeixen. Totes les cases estan al voltant de anna, una plaça, el centre de la qual és la  toëfa, on es realitzen les danses.

## Cosmologia
Al principi hi havia només silenci i foscor. Kuyuri va ser el primer ser que va existir. Simplement va brollar fins i tot sense forma, en l'època ahtao, quan la vida brollava per si mateixa. Ell estava dotat de llum, veu i un fluid fèrtil. Era capaç de crear per va donar de la seva paraula i de la seva llum, veient i fent aparèixer davant de si el que nomenava. No volia estar sol i per això va crear. Per ser home, el primer que va fer va ser la dona.

## Economia
La subsistència de la majoria dels tiriyó depèn de l'agricultura, la caça, la pesca i la recol·lecció de productes silvestres. Fins a 1960, tals activitats formaven part d'un sistema de agricultura itinerant que els portava a canviar de lloc de residència cada cinc a deu anys. Posteriorment els llogarets es van fer més sedentàries. El seu principal cultiu ha estat i és la iuca, però, també sembren pinya, moniato, bananer, frijol, canya de sucre i últimament arròs.
Els tiriyó van establir contacte amb grups de cimarrons, fugitius de l'esclavitud que es van assentar a la regió a la fi del segle xviii, i han mantingut relacions comercials regulars amb un d'ells, els ndjukes. Més recent és la vinculació d'alguns tiriyós a activitats assalariades transitòries o permanents. En l'actualitat s'observa una diferenciació social entre algunes famílies tiriyó amb major accés a les ciutats, la salut, l'educació i el comerç.

## Història

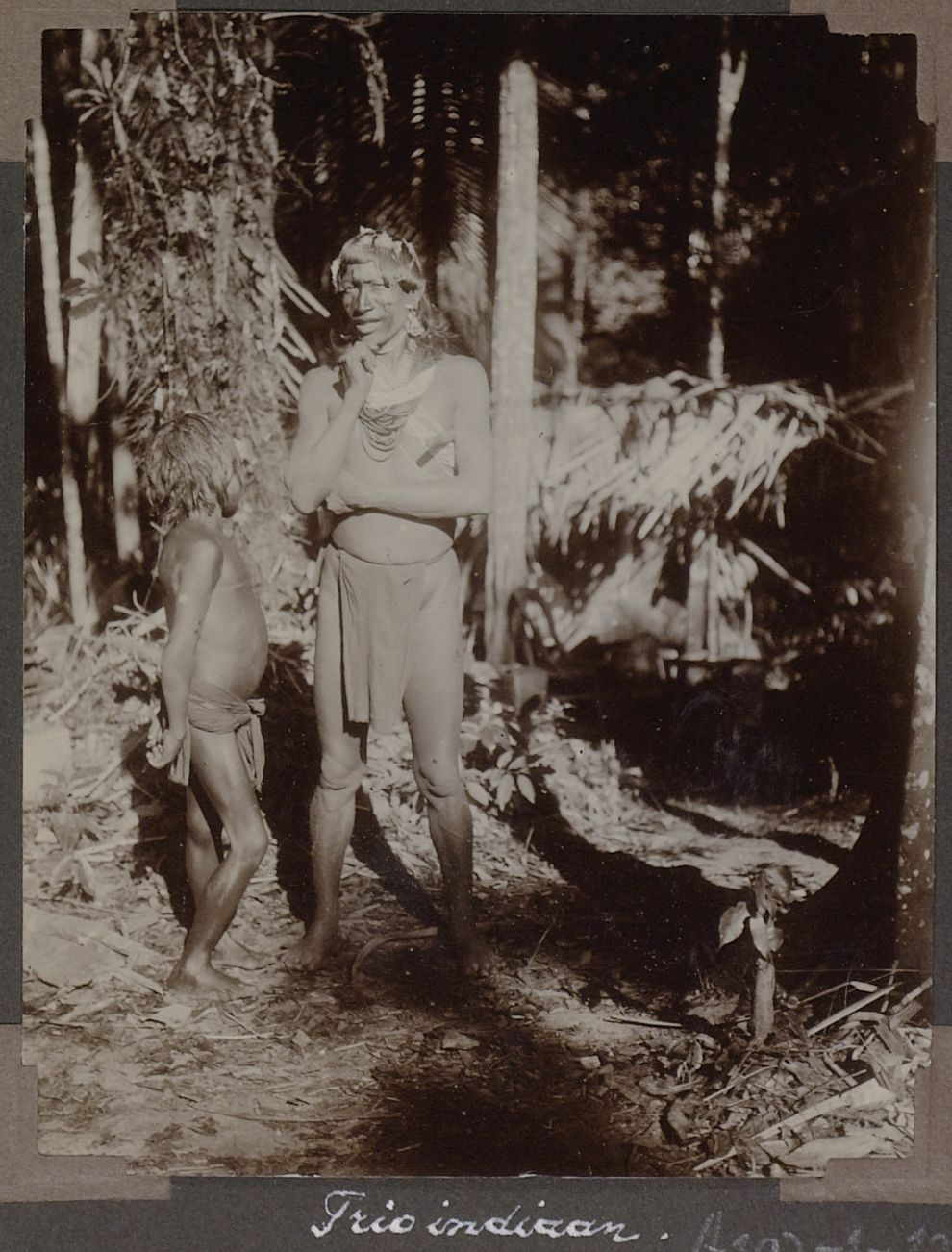
Foto presa el 1904 durant l'expedició de Tapanahony

Els tiriyó moderns estan formats per diverses comunitats indígenes diferents; alguns d'aquests, com els aramixó, s'esmenten en els escrits europeus ja en 1609-1610. Molts dels grups que ara són tiriyó van viure entre el Brasil i la Guiana francesa fins que van ser expulsat pels oyampi, un grup de tupís aliats amb els portuguesos. Junts, els portuguesos i els oyampis van conduir aquests grups cap a l'oest i es van barrejar amb els grups que hi havia a la zona per formar el modern grup tiriyó.

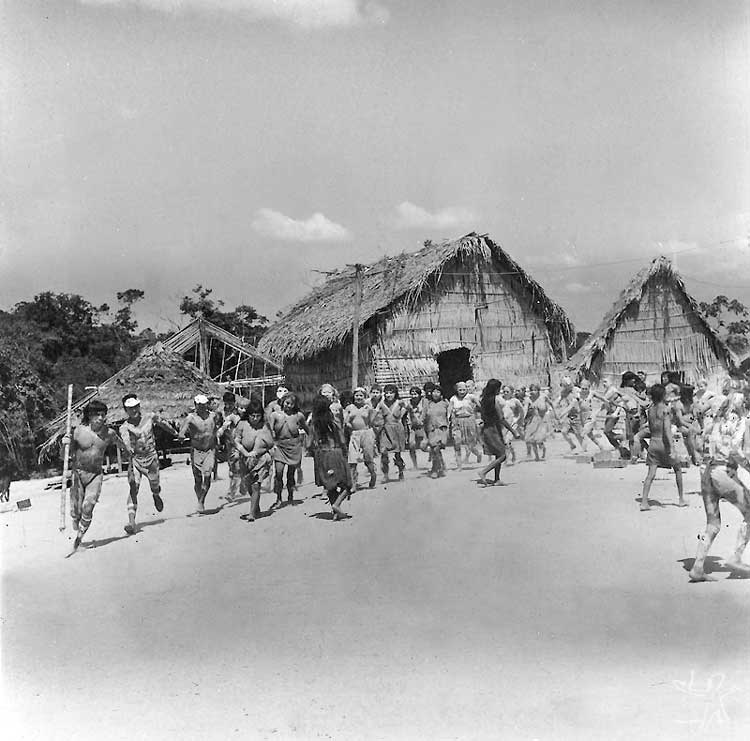
Dansa tiriyó

Com a tals, els tiriyó va establir contacte relativament aviat amb grups esclaus fugitius que es van establir a la zona cap a finals del segle xviii. Van mantenir relacions comercials regulars amb un grup, els ndjukes, i durant molts anys van ser l'únic contacte que els tiriyó va tenir amb poblacions estrangeres. El primer contacte registrat entre els tiriyó i un europeu van tenir lloc el 1843 entre un poble "Drio" i Robert Schomburgk; això i la trobada entre l'explorador francès Jules Crevaux i uns quants "Trio" van ser els dos únics punts de contacte entre els tiriyó i els europeus al segle XIX. Les expedicions a l'interior de Surinam a principis del segle xx van observar els tiriyós, però van tendir a fugir quan s’hi van apropar i no es va poder obtenir cap informació útil. El 1907, Claudius de Goeje va aconseguir establir contacte a l'expedició Tumuk Humak donant lloc al primer diccionari del tiriyó.
El contacte posterior entre europeus i tiriyó a la primera meitat del segle xx va produir estudis etnogràfics i lingüístics de la regió i, en particular, dels subgrups tiriyó. Després de la "fase exploratòria" del contacte, va arribar la fase "[[[missioner]]a", en què les pistes d'aterratge de nova construcció van facilitar el contacte entre missioners i els tiriyó. Aquestes missions van intentar concentrar la població tiriyó en zones més grans pobles per convertir-los més fàcilment al cristianisme i, amb el pas del temps, s’hi van unir altres grups indígenes com els akuriyó. Fins al 1957, un poble podia allotjar fins a 50 persones. La vida mitjana d'un poble solia ser de tres a sis anys, i la mort d'un capità o cap era sovint un motiu d'abandonament també. Les tècniques agrícoles recentment adquirides van permetre una població més gran. El 1967, el poble d'Alalapadu va superar els 500, i els sòls que envolten el poble van començar a esgotar-se. La vila va ser abandonada, però no completament ja que alguns tiriyó es van establir a la rodalia de l'antic poble. el mateix va passar amb Kwamalasamutu, i el 1997 el Granman Asongo va decidir, que part de la població s'hauria d'estendre, també com a defensa contra la invasió de miners d’or i allotjaments turístics.

## Govern
Els tiriyó tenen un alt grau d'independència, perquè els seus assentaments són de difícil accés. No obstant això, els interessa reforçar les relacions amb el món exterior. Tradicionalment no hi havia una jerarquia clara ni un granman (cap suprem).
El 1997, Asongo Alalaparu va ser nomenat granman pel president de Surinam, i els capitans van ser nomenats per gestionar el poble. El 2011 fou nomenat un comissari de districte per representar al govern central govern a Coeroeni. El 2019 la Comissió de Districte és Trees Cirino.
La vila de Kasuela es troba a la disputada àrea de Tigri que és reclamada tant per Guyana com per Surinam. El poble està dirigit pel capità Kenke Jaimo, reconegut pels dos governs.
Els tiriyó al Brasil vivien al Parc Nacional Muntanyes Tumucumaque que ha estat regonegut des del 1997. El 2004 es va fundar Apitikatxi, l'associació dels pobles indígenes Tiriyó, Kaxuyana i Txikuyana per tal de defensar els seus drets. L'organització està dirigida per Demetrio Amisipa Tiriyó.
Un problema que queda és que hi ha dos sistemes: un govern tribal tradicional i un govern nacional que sovint no són compatibles. Els tiriyó als pobles més grans estan influïts per l'escola, modern instal·lacions diàries i telecomunicacions. La cultura tradicional desapareix i els joves comencen a traslladar-se a la ciutat.

## Drets indígenes
Una preocupació són els drets fonamentals, perquè els tiriyó estan repartits per tres països i, a diferència dels marrons, no hi ha tractats significatius. Les concessions mineres es fan sovint amb el Govern sense consultar la població autòctona. Tot i que el Comissió Interamericana de Drets Humans va dictaminar el 2007 que tots els pobles indígenes i tribals tenen el dret de gestionar, distribuir i controlar efectivament el seu territori, L'article 41 de la Constitució de Surinam estableix: "Els recursos naturals i els recursos són propietat de la nació i s'han de mobilitzar per al desenvolupament econòmic, social i cultural. La nació té el dret irrenunciable de fer-se propietari dels seus recursos naturals per aplicar-los al desenvolupament econòmic, social i cultural de Surinam." També al Brasil, els pobles indígenes sovint es consideren opositors al creixement econòmic i barreres al desenvolupament.

## Comunitats
| Lloc                    | Coordenades                                        | Habitants | Riu                  | País     |
| ----------------------- | -------------------------------------------------- | --------- | -------------------- | -------- |
| Sandlanding             | 5° 9′ 47″ N, 57° 10′ 12″ O / 5.16306°N,57.17000°O  | 33        | Courentyne           | Suriname |
| Wanapan (Arapahtë pata) | 4° 22′ 55″ N, 57° 57′ 28″ O / 4.38194°N,57.95778°O | 25        | Courentyne           | Suriname |
| Lucie                   | 3° 34′ 48″ N, 57° 41′ 6″ O / 3.58000°N,57.68500°O  | 18        | Lucie                | Suriname |
| Amotopo                 | 3° 32′ 50″ N, 57° 38′ 35″ O / 3.54722°N,57.64306°O | 27        | Courentyne           | Suriname |
| Kuruni                  | 3° 22′ 12″ N, 57° 20′ 40″ O / 3.37000°N,57.34444°O | 88        | Coeroeni             | Suriname |
| Kwamalasamutu           | 2° 21′ 23″ N, 56° 47′ 12″ O / 2.35639°N,56.78667°O | 1,100     | Sipaliwini           | Suriname |
| Kamani                  | 2° 34′ 5″ N, 57° 0′ 30″ O / 2.56806°N,57.00833°O   | 6         | Kamani               | Suriname |
| Sipaliwini              | 2° 1′ 33″ N, 56° 7′ 29″ O / 2.02583°N,56.12472°O   | 160       | Sipaliwini           | Suriname |
| Alalapadu               | 2° 31′ 14″ N, 56° 19′ 41″ O / 2.52056°N,56.32806°O | 75        | Alalapadu            | Suriname |
| Pelelu Tepu             | 3° 9′ 35″ N, 55° 43′ 7″ O / 3.15972°N,55.71861°O   | 600       | Tapanahony           | Suriname |
| Palumeu                 | 3° 20′ 43″ N, 55° 26′ 35″ O / 3.34528°N,55.44306°O | 283       | Tapanahony           | Suriname |
| Kampu                   | 2° 58′ 33″ N, 55° 23′ 0″ O / 2.97583°N,55.38333°O  | 10-20     | Paloemeu             | Suriname |
| Vier Gebroeders         | 1° 57′ 45″ N, 55° 55′ 45″ O / 1.96250°N,55.92917°O |           | Vier Gebroederskreek | Suriname |
| Kasuela                 | 3° 16′ 39″ N, 57° 35′ 58″ O / 3.27750°N,57.59944°O | 80        | New River            | Guyana   |
| Sakuru                  | 2° 4′ 21″ N, 56° 53′ 21″ O / 2.07250°N,56.88917°O  |           | Aramatau             | Guyana   |
| Cachoeirinha            | 1° 59′ 45″ N, 55° 10′ 55″ O / 1.99583°N,55.18194°O | 47        | Paru d'Este          | Brazil   |
| Mataware                | 1° 57′ 4″ N, 55° 7′ 10″ O / 1.95111°N,55.11944°O   | 92        | Paru d'Este          | Brazil   |
| Iyaherai                | 1° 42′ 23″ N, 54° 59′ 22″ O / 1.70639°N,54.98944°O | 52        | Paru d'Este          | Brazil   |
| Manau                   | 1° 35′ 11″ N, 54° 55′ 14″ O / 1.58639°N,54.92056°O | 21        | Paru d'Este          | Brazil   |
| Orokofö Velha           | 2° 18′ 3″ N, 55° 56′ 51″ O / 2.30083°N,55.94750°O  | 38        | Paru de Oeste        | Brazil   |
| Orokofö Nova            | 2° 18′ 19″ N, 55° 56′ 17″ O / 2.30528°N,55.93806°O | 44        | Paru de Oeste        | Brazil   |
| Paruaka                 | 2° 17′ 32″ N, 55° 51′ 23″ O / 2.29222°N,55.85639°O | 55        | Paru de Oeste        | Brazil   |
| Taratarafö              | 2° 16′ 46″ N, 55° 57′ 13″ O / 2.27944°N,55.95361°O | 37        | Paru de Oeste        | Brazil   |
| Tuha-entu               | 2° 17′ 10″ N, 55° 56′ 33″ O / 2.28611°N,55.94250°O | 45        | Paru de Oeste        | Brazil   |
| Oroi-entu               | 2° 15′ 58″ N, 55° 52′ 55″ O / 2.26611°N,55.88194°O | 55        | Paru de Oeste        | Brazil   |
| Acahé                   | 2° 14′ 42″ N, 56° 0′ 23″ O / 2.24500°N,56.00639°O  |           | Paru de Oeste        | Brazil   |
| Notüpö                  | 2° 14′ 56″ N, 55° 57′ 26″ O / 2.24889°N,55.95722°O | 56        | Paru de Oeste        | Brazil   |
| Betânia                 | 2° 14′ 12″ N, 55° 57′ 50″ O / 2.23667°N,55.96389°O | 202       | Paru de Oeste        | Brazil   |
| Amana                   | 2° 13′ 58″ N, 55° 57′ 55″ O / 2.23278°N,55.96528°O | 42        | Paru de Oeste        | Brazil   |
| Kuritaraimö             | 2° 13′ 49″ N, 55° 57′ 51″ O / 2.23028°N,55.96417°O | 33        | Paru de Oeste        | Brazil   |
| Missão Tiriyó           | 2° 13′ 54″ N, 55° 57′ 39″ O / 2.23167°N,55.96083°O | 495       | Paru de Oeste        | Brazil   |
| Missão Velha            | 2° 13′ 17″ N, 55° 57′ 34″ O / 2.22139°N,55.95944°O | 97        | Paru de Oeste        | Brazil   |
| Muneny                  | 2° 13′ 15″ N, 55° 54′ 31″ O / 2.22083°N,55.90861°O | 4         | Paru de Oeste        | Brazil   |
| Ponoto                  | 2° 12′ 37″ N, 55° 49′ 47″ O / 2.21028°N,55.82972°O | 22        | Paru de Oeste        | Brazil   |
| Kumuimi                 | 2° 11′ 43″ N, 55° 57′ 0″ O / 2.19528°N,55.95000°O  | 6         | Paru de Oeste        | Brazil   |
| Arawatá                 | 2° 10′ 53″ N, 55° 56′ 36″ O / 2.18139°N,55.94333°O | 24        | Paru de Oeste        | Brazil   |
| Waypa                   | 2° 9′ 16″ N, 55° 55′ 1″ O / 2.15444°N,55.91694°O   | 20        | Paru de Oeste        | Brazil   |
| Ömetanömpo              | 2° 8′ 28″ N, 55° 54′ 54″ O / 2.14111°N,55.91500°O  | 26        | Paru de Oeste        | Brazil   |
| Pedra da Onça           | 1° 26′ 9″ N, 55° 39′ 46″ O / 1.43583°N,55.66278°O  | 86        | Paru de Oeste        | Brazil   |
| Santo Antonio           | 0° 55′ 18″ N, 55° 45′ 33″ O / 0.92167°N,55.75917°O | 87        | Paru de Oeste        | Brazil   |
| Aiki                    | 1° 48′ 39″ N, 56° 4′ 20″ O / 1.81083°N,56.07222°O  | 5         | Marapí               | Brazil   |
| Castanhal               | 1° 48′ 1″ N, 55° 57′ 44″ O / 1.80028°N,55.96222°O  | 11        | Marapí               | Brazil   |
| Marihpa                 | 1° 44′ 26″ N, 56° 4′ 16″ O / 1.74056°N,56.07111°O  | 20        | Marapí               | Brazil   |
| Kuxaré                  | 1° 42′ 0″ N, 56° 4′ 10″ O / 1.70000°N,56.06944°O   | 178       | Marapí               | Brazil   |
| Urunai                  | 1° 31′ 3″ N, 56° 5′ 4″ O / 1.51750°N,56.08444°O    | 32        | Marapí               | Brazil   |
| Yawa                    | 1° 21′ 13″ N, 56° 7′ 52″ O / 1.35361°N,56.13111°O  | 56        | Marapí               | Brazil   |
| Marithepu               | 1° 5′ 23″ N, 56° 11′ 35″ O / 1.08972°N,56.19306°O  | 56        | Marapí               | Brazil   |
| Boca do Marapí          | 0° 36′ 37″ N, 55° 58′ 34″ O / 0.61028°N,55.97611°O | 31        | Marapí               | Brazil   |